# Vale da Telha
Vale da Telha é uma urbanização localizada na freguesia de Aljezur, no concelho de Aljezur. Tem várias associacões: a AMOVATE (Associação dos Moradores e Amigos do Vale da Telha), responsável pela organização de diversos eventos e a Associação Petanca Vale da Telha, especializada nesta modalidade. Preservado pelo Parque Natural do Sudoeste Alentejano e Costa Vicentina, o Vale da Telha tem uma Natureza ainda muito selvagem, ao contrário de muitos outros destinos no Algarve. Este facto, juntamente com a proximidade às praias fez com que surgisse uma forte comunidade Inglesa, Alemã e dos restantes países da Europa do Norte e Ocidental.

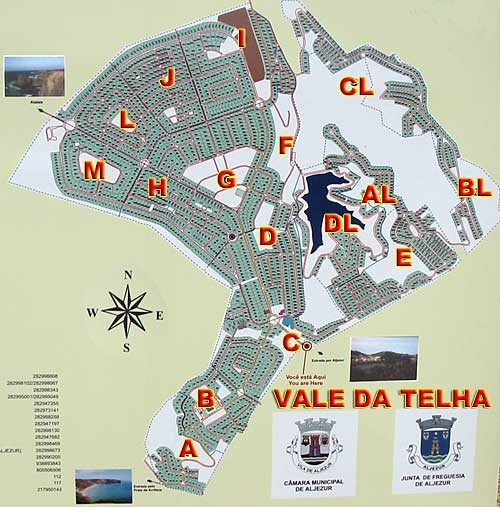
Mapa da Urbanização, evidenciando os seus Setores.

A maioria das construções são vivendas de habitação, predominando o setor do alojamento local, das escolas de surf, da restauração e dos serviços de jardinagem e piscinas.
Além disso detacam-se, entre outros:
- O "Hotel Vale da Telha";
- Campos de ténis;
- O Supermercado "Roque e Filho".

## História
A fundação do Vale da Telha como urbanização deu-se em 1977. Um mega investimento de Sousa Cintra pela Somundi (Sociedade Turística do Algarve) prometia 16 mil camas e, para todo o efeito, uma cidade inteira. Através de excursões que pretendia vender terrenos (lotes) aos turistas, a construção era promissora e atraiu muitos investimentos.
Porém, ao longo dos anos, provou-se que muitos projetos não foram concretizados e muitas infraestruturas não estavam em condições, como o acesso a água limpa, a eletricidade e o saneamento básico.
Em 23 de Julho de 1993, houve um grande incêndio, causado por ventos espanhóis e propagado pelos pinheiros que afetou seriamente o turismo na zona. O então presidente Mário Soares, ao visitar os habitantes após a tragédia, notou na precariedade das infraestruturas básicas, nomeadamente no acesso à eletricidade. Então, pressionou a EDP para aumentar o número de transformadores na zona.
Entretanto, o crescimento do turismo fez com que surgissem imensos Hostels, altamente atrativos aos turistas mais jovens, o que contribuiu bastante para o desenvolvimento do concelho.
A Câmara Municipal de Aljezur deliberou, em 22 de Outubro de 2019, aprovar a elaboração do "Plano de Pormenor do Vale da Telha", que pretende «potenciar a reconversão urbanística do Vale da Telha».

## Pessoas Notáveis
- Afonso Branco Alves (nascido em 2003) - formado no Instituto Superior Técnico, notável jovem investigador em Teoria das Cordas.